# Nina Kusturica
Nina Kusturica (Mostar, 1975 –) osztrák filmrendező, forgatókönyvíró és producer. Színházi rendezőként és előadóként is dolgozik.

## Élete
1975-ben Bosznia-Hercegovinában, Mostarban született. Szarajevóban nőtt fel művészcsaládban. Az édesapja, Abid Kusturica karmester, az édesanyja, Ratka Krstulović színésznő volt. Már gyermekkorában számos színházi produkcióban részt vett. 1992-ben Bécsbe költöztek a boszniai háború miatt. A Bécsi Zene- és Előadóművészeti Egyetemen tanult. 2003-ban megalapított egy filmgyártó társaságot Eva Testorral. Európa-szerte tanít egyetemeken és más intézményekben. Játék- és dokumentumfilmek alkotója, számos nemzetközi és osztrák filmfesztiválon vett részt.

## Filmográfia (válogatás)

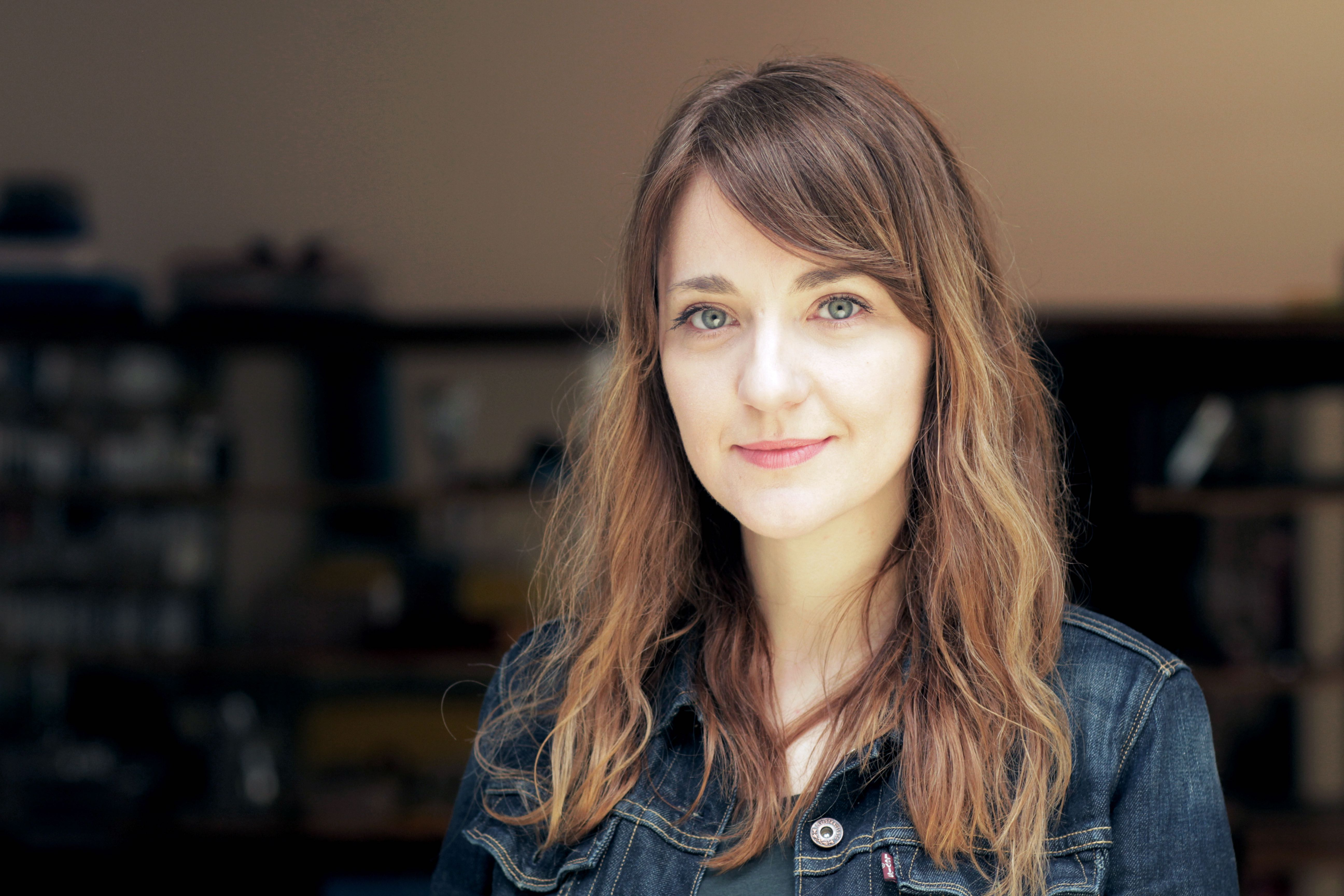
2015-ben

### Rendező, producer, szerkesztő, vágó
- Ich bin der neue Star (Én vagyok az új csillag) dokumentumfilm, 1998
- Wishes (Kívánságok) rövidfilm, 1999
- Draga Ljiljana – Liebe Ljiliana (Draga Ljiljana – Kedves Ljiliana) dokumentumfilm, 2000
- Der Freiheit (Szabadság) rövidfilm, 2001
- Auswege (forgatókönyv: Barbara Albert) játékfilm, 2003
- 24 Wirklichkeiten in der Sekunde – Michael Haneke im Film (24 valóság egy másodperc alatt) dokumentumfilm, 2004, rendezte: Eva Testor
- Little Alien (A kis idegen) dokumentumfilm, 2009
- Ciao Chérie(wd), játékfilm, 2017

### Producer, szerkesztő, vágó
- Speak Easy (Beszélj egyszerűen) rövidfilm, 1997
- Lesen macht Tot (Az olvasás halott) játékfilm, 1999
- Laut und deutlich (Hangos és világos) dokumentumfilm, 2002
- Kotsch, játékfilm, 2005
- Auf dem Strich – Paul Flora im Film (A sorban - Paul Flora a filmben) dokumentumfilm, 2007
- Vienna's Lost Daughters (A bécsi elveszett lányok) mozi-dokumentumfilm, 2007
- Schlagerstar (A popsztár) mozi-dokumentumfilm, 2013

## Színházi munkái
- Pappà Leone, Theater Akzent Wien, 2015
- Erschlagt die Armen! (Megöli a szegényeket!) Werk X, Wien, 2018
- Rule of Thumb, Kosmostheater Wien, 2019

## Díjai

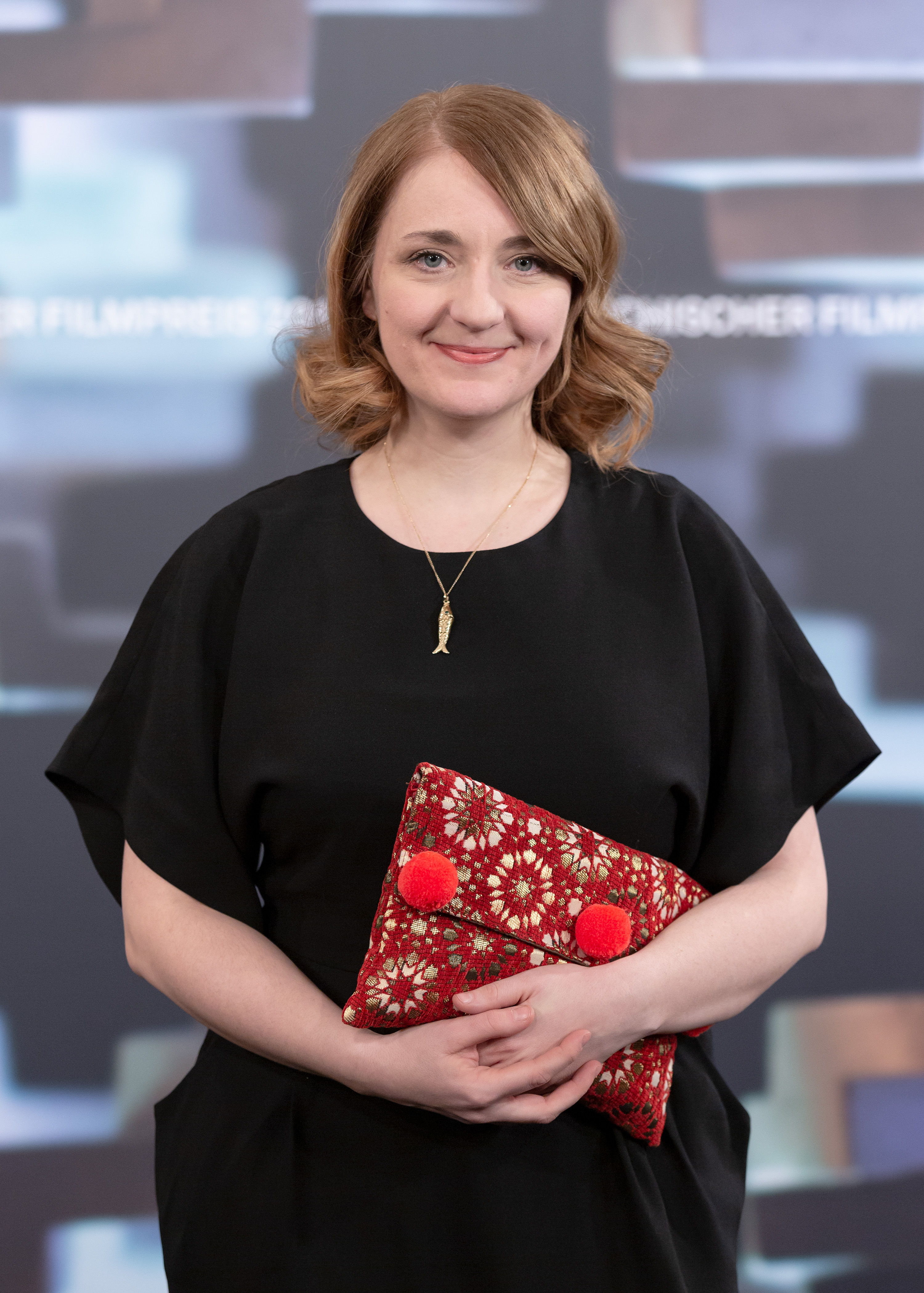
Nina Kusturica az osztrák filmdíj ünnepségen, 2019

- Draga Ljiljana: a zsűri tiszteletdíja - Diagonale, 2000
- Der Freheit: jelölés a Max Ophüls-díjra, 2001
- Auswege (Kiút): jelölés az Első Lépések Díjára, Berlin, 2004; a zsűri ifjúsági díja, különdíj, a zsűri második díja - Torino, Nemzetközi női filmfesztivál, 2005
- Kotsch: a legjobb művészi montázsjáték - Diagonale, Bernhard Schmiddel együtt, 2007
- Little Alien (A kis idegen): Kiváló Művészeti Díj - interkulturális párbeszéd - a Szövetségi Oktatási és Kulturális Minisztérium által odaítélt, 2010; Chris-díj „Szociális kérdések” - Columbus Nemzetközi Film- és Videófesztivál, 2010; a Legjobb Integrális Realizáció - Brüsszel, Szépirodalmi és Dokumentumfilm Fesztivál, 2010; a legjobb vágás és a legjobb dokumentumfilm kategóriában 2. helyezés - Los Angeles-i Nemzetközi Filmfesztivál, 2010; ERASMUS EuroMedia nagydíj - Európai Oktatási és Kommunikációs Társaság, 2011
- Ciao Chérie: A legjobb vágás (jelölés) - Osztrák filmdíj, 2019

## Fordítás
- Ez a szócikk részben vagy egészben  a   Nina Kusturica című német Wikipédia-szócikk ezen változatának fordításán alapul.  Az eredeti cikk szerkesztőit annak laptörténete sorolja fel. Ez a jelzés csupán a megfogalmazás eredetét és a szerzői jogokat jelzi, nem szolgál a cikkben szereplő információk forrásmegjelöléseként.